# Danièle Heymann
Pour les personnes ayant le même patronyme, voir Heymann.
Danièle Heymann, née le 16 mai 1933 à Paris et morte le 25 juillet 2019 dans la même ville, est une critique de cinéma et journaliste française, ancienne chef du service culture du Monde, critique de cinéma à Marianne et à L'Express, et participante chronique de l'émission Le Masque et la Plume sur France Inter (encore trois semaines avant son décès…).

## Biographie
Née en 1933 dans le 9e arrondissement de Paris, Danièle Heymann est la fille du cinéaste Claude Heymann et la seconde épouse du chanteur Jean Bertola.
Elle fut l'amie de Michèle Morgan et de Françoise Arnoul durant sa jeunesse.
En 1955, elle a un petit rôle dans Futures Vedettes de Marc Allégret.
Son premier travail salarié est à la Cinémathèque française.
Elle commence sa carrière à France-Soir dont elle est assez vite renvoyée après une critique très négative d'un film avec Roger Pierre et Jean-Marc Thibault.
Elle est critique cinéma à L'Express et à Marianne, et chef du service culture du Monde.
De 1977 à 2006 elle dirige L'Année du cinéma, où elle écrit seule ou en compagnie de Pierre Murat ou Alain Lacombe.
Elle est membre du jury du festival de Cannes en 1987.
De 1989 à 2019, elle est chroniqueuse cinéma à l'émission de radio Le Masque et la Plume.
Danièle Heymann meurt le 25 juillet 2019 dans le 15e arrondissement de Paris.

## Distinctions
- Chevalière de la Légion d'honneur le 29 mars 1993[11].
- Officier de l'ordre national du Mérite Elle est directement faite officier le 29 mai 2019[12].
- 2014 : prix Bernard Chardère remis par l'Institut Lumière, « pour sa contribution au métier de journaliste et critique de cinéma, et pour sa cinéphilie, son style, sa curiosité et son humour[4] ».

## Publications
- Julien Clerc : présentation par Danièle Heymann et Lucien Rioux / Choix de chansons écrites par Étienne Roda-Gil et Maurice Vallet, musique J. Clerc ; Éditions Seghers, Paris, 1971.